# Девятидубская волость
Девятиду́бская волость — административно-территориальная единица в составе Карачевского уезда.
Административный центр — село Девять Дубов (Девяти-Дубы).
Волость была образована в ходе реформы 1861 года; являлась крупнейшей в уезде по количеству крестьянских общин.
Ныне территория бывшей Девятидубской волости разделена между Хотынецким районом Орловской области и Карачевским районом Брянской области.